# Walter Behrend
Walter Wilhelm Christian Emil August Behrend (* 10. Juli 1885 in Rostock; † im Januar 1954 in Pullach) war ein deutscher Redakteur, Journalist und Feuilletonist, der u. a. für die Münchner Neuesten Nachrichten tätig war.

## Leben
Walter Behrend kam als Sohn des Kaufmanns und Restaurateurs (Gastwirts) Wilhelm Julius Behrend und dessen Ehefrau Frieda Emma Louise, geborene Freytag, zur Welt. Nach dem Schulbesuch studierte Walter Behrend Staatswissenschaften, Philosophie und neuere Sprachen an den Universitäten Berlin, Rostock und Leipzig. Danach war er als Redakteur für das Leipziger Tageblatt tätig. Nachdem er als Redakteur zur Neuen Badischen Landeszeitung gewechselt war, zog es ihn wieder zurück nach Rostock, wo er für die Ostseezeitung tätig war. Er betätigte sich auch als Verfasser von Mecklenburgica. Sein Werk über Rostock und Wismar aus dem Jahre 1909 erschien 2005 als Reprint.
Seine größte Bekanntheit erlangte Walter Behrend als Feuilletonist und Redakteur bei den Münchner Neuesten Nachrichten. In dieser Zeit wohnte er in Großhesselohe bei München. Im Mai 1933 wurde ihm neben etwa 50 anderen „politisch unzuverlässigen“ Mitarbeitern gekündigt.

## Familie
Walter Behrend war verheiratet seit 28. Mai 1921 mit Amalie, der Tochter des Fabrikanten Ed. Wöllner.

## Schriften (Auswahl)
- Ernst von Wildenbruch. Theater, Erzählung und Lyrik. ein Essay. Verlag für Literatur, Kunst und Musik, Leipzig 1907
- Ein Journalistenroman. (Rezension?) In: März. Eine Wochenschrift. Band 11, Ausgabe 2, 1917, S. 336ff.
- Ein Dichter der Zeit. Ein literar.-kulturpolit. Essay über Hermann Kesser. Meister, Heidelberg o. J. [1920].
- Zwei Ostseestädte. Rostock und Wismar. Klinkhardt und Biermann, Leipzig 1909. (Digitalisat bei RosDok). [Nachdruck: Godewind-Verlag, Börgerende-Rethwisch o. J. [2005]. ISBN 3-938347-19-8]